# Melchior Thalmann
Melchior Thalmann (21 maggio 1924 – 28 agosto 2013) è stato un ginnasta svizzero.

## Palmarès

### Olimpiadi
- Argento a Londra 1948 nel concorso a squadre.
- Argento a Helsinki 1952 nel concorso a squadre.